# Hospital Santa Lucinda
O Hospital Santa Lucinda (HSL) é um hospital localizado na cidade de Sorocaba, estado de São Paulo, Brasil. Foi construído em 1950 e doado pelo Grupo Votorantim à Faculdade de Medicina de Sorocaba (instituição pertencente à Pontifícia Universidade Católica de São Paulo) para auxiliar os cursos de Enfermagem e de Medicina. Propicia estágios para alunos de graduação e pós-graduação dos dois cursos e também para o curso de Biologia, criado mais tarde, em 1992.

## História
Inaugurado em 1950, foi incorporado ao Centro de Ciências Médicas e Biológicas da PUC-SP em 1977. Possui convênio com o SUS, destinando 80 dos seus 132 leitos para ele.
Implantado em 1992, o serviço de Hemodinâmica já efetuou aproximadamente 50 mil exames, com a maioria deles na área cardíaca. Por mês, em convênio com o SUS são realizados em média 150 exames de cateterismo coronário, 50 entre cerebrais e periféricos, 30 angioplastias com stent, além de 20 implantes de marcapasso.
Em 2003, os leitos SUS passaram a ser administrados pelo município (era administrado pelo estado de São Paulo antes).
O Hospital Santa Lucinda atingiu o 100º transplante de rim em 2004. Em 2007, foram inauguradas 12 salas com equipamentos de alta tecnologia, resultado de um investimento de cerca de R$ 2,5 milhões por parte da Fundação São Paulo.

## Estrutura
Possui 315 funcionários, sendo 218 de Enfermagem, 89 da Administração, 4 da Equipe Multidisciplinar, 4 da Agência Transfusional, além de 621 médicos.
O HSL é parte do Conjunto Hospitalar de Sorocaba, junto do Hospital Leonor Mendes de Barros e Hospital Lineu Mattos Silveira, também conhecido como Hospital Regional de Clínicas.
Em 2009, através de parceria com a Apas foi inaugurada a Top Imagem - Medicina Diagnóstica. Foram investidos mais de R$2 milhões para compra de instrumentos médicos novos, como densitometria, mamógrafo, raio x, ultrassom, entre outros que são todos digitalizados e modernos. No caso do tomógrafo, o aparelho é único em Sorocaba que tem imagem nítida e agilidade, e o resultado do exame fica pronto em menos de cinco minutos, atendendo a paciente que pesa até 240 quilos. O custo do tomógrafo foi mais de R$1 milhão. A reforma do novo centro médico custou R$ 340 mil e contará com 15 médicos especialistas.
O Hospital Santa Lucinda caracteriza-se como um dos principais centros de atendimento à população de Sorocaba e região. Em 2009: N. de consultas ambulatoriais 39.803; N. de internações 12.551; N. de cirurgias 8.163; N. de exames laboratoriais 111.486; N. de exames complementares; RX 9.794. Desses atendimentos, 74,76% são efetuados através do Sistema Único de Saúde - SUS, privilegiando a população carente da região.
Em 2009, o hospital obteve 76,62% de taxa de ocupação geral, e 90,59% de taxa de ocupação SUS.